# Grand Prix Francie 1956
Grand Prix Francie 1956 (oficiálně XLII Grand Prix de l'ACF) se jela na okruhu Reims-Gueux v Gueux, Marne ve Francii dne 1. července 1956. Závod byl pátým v pořadí v sezóně 1956 šampionátu Formule 1.

## Kvalifikace
| Poř.   | No. | Jezdec                 | Konstruktér | Čas    | Ztráta |
| ------ | --- | ---------------------- | ----------- | ------ | ------ |
| 1      | 10  | Juan Manuel Fangio     | Ferrari     | 2:23.3 | —      |
| 2      | 12  | Eugenio Castellotti    | Ferrari     | 2:24.6 | +1.3   |
| 3      | 14  | Peter Collins          | Ferrari     | 2:25.6 | +2.3   |
| 4      | 22  | Harry Schell           | Vanwall     | 2:26.1 | +2.8   |
| 5      | 26  | Colin Chapman          | Vanwall     | 2:26.8 | +3.5   |
| 6      | 24  | Mike Hawthorn          | Vanwall     | 2:27.0 | +3.7   |
| 7      | 4   | Jean Behra             | Maserati    | 2:27.8 | +4.5   |
| 8      | 2   | Stirling Moss          | Maserati    | 2:29.9 | +6.6   |
| 9      | 16  | Alfonso de Portago     | Ferrari     | 2:30.9 | +7.6   |
| 10     | 38  | Luigi Villoresi        | Maserati    | 2:33.3 | +10.0  |
| 11     | 44  | Olivier Gendebien      | Ferrari     | 2:34.5 | +11.2  |
| 12     | 36  | Louis Rosier           | Maserati    | 2:35.3 | +12.0  |
| 13     | 8   | Piero Taruffi          | Maserati    | 2:35.6 | +12.3  |
| 14     | 32  | Hermano da Silva Ramos | Gordini     | 2:35.9 | +12.6  |
| 15     | 30  | Robert Manzon          | Gordini     | 2:36.0 | +12.7  |
| 16     | 6   | Cesare Perdisa         | Maserati    | 2:36.4 | +13.1  |
| 17     | 40  | Paco Godia             | Maserati    | 2:40.0 | +16.7  |
| 18     | 28  | Maurice Trintignant    | Bugatti     | 2:41.9 | +18.6  |
| 19     | 34  | André Pilette          | Gordini     | 2:46.8 | +23.5  |
| 20     | 42  | André Simon            | Maserati    | 2:47.9 | +24.6  |
| Zdroj: |     |                        |             |        |        |

## Závod
| Poř.   | No. | Jezdec                       | Konstruktér | Počet kol | Čas/Odstoupení | Pořadí na startu | Body |
| ------ | --- | ---------------------------- | ----------- | --------- | -------------- | ---------------- | ---- |
| 1      | 14  | Peter Collins                | Ferrari     | 61        | 2:34:23.4      | 3                | 8    |
| 2      | 12  | Eugenio Castellotti          | Ferrari     | 61        | +0.3           | 2                | 6    |
| 3      | 4   | Jean Behra                   | Maserati    | 61        | +1:29.9        | 7                | 4    |
| 4      | 10  | Juan Manuel Fangio           | Ferrari     | 61        | +1:35.1        | 1                | 4    |
| 5      | 6   | Cesare Perdisa Stirling Moss | Maserati    | 59        | +2 kola        | 13               | 1    |
| 6      | 36  | Louis Rosier                 | Maserati    | 58        | +3 kola        | 12               |      |
| 7      | 40  | Paco Godia                   | Maserati    | 57        | +4 kola        | 17               |      |
| 8      | 32  | Hermano da Silva Ramos       | Gordini     | 57        | +4 kola        | 14               |      |
| 9      | 30  | Robert Manzon                | Gordini     | 56        | +5 kol         | 15               |      |
| 10     | 24  | Mike Hawthorn Harry Schell   | Vanwall     | 56        | +5 kol         | 6                |      |
| 11     | 34  | André Pilette                | Gordini     | 55        | +6 kol         | 19               |      |
| Ret    | 42  | André Simon                  | Maserati    | 41        | Motor          | 20               |      |
| Ret    | 8   | Piero Taruffi                | Maserati    | 40        | Motor          | 16               |      |
| Ret    | 44  | Olivier Gendebien            | Ferrari     | 38        | Spojka         | 11               |      |
| Ret    | 38  | Luigi Villoresi              | Maserati    | 23        | Brzdy          | 10               |      |
| Ret    | 16  | Alfonso de Portago           | Ferrari     | 20        | Převodovka     | 9                |      |
| Ret    | 28  | Maurice Trintignant          | Bugatti     | 18        | Klapka         | 18               |      |
| Ret    | 2   | Stirling Moss                | Maserati    | 12        | Převodovka     | 8                |      |
| Ret    | 22  | Harry Schell                 | Vanwall     | 5         | Motor          | 4                |      |
| DNS    | 26  | Colin Chapman                | Vanwall     |           | Nehoda         | 5                |      |
| Zdroj: |     |                              |             |           |                |                  |      |

Poznámky
1. ↑  Juan Manuel Fangio získal jeden bod za zajetí nejrychlejšího kola.

## Průběžné pořadí po závodě
Pohár jezdců
|        | Pořadí | Jezdec             | Body |
| ------ | ------ | ------------------ | ---- |
|        | 1      | Peter Collins      | 19   |
| 1      | 2      | Jean Behra         | 14   |
| 1      | 3      | Juan Manuel Fangio | 13   |
| 2      | 4      | Stirling Moss      | 12   |
|        | 5      | Pat Flaherty       | 8    |
| Zdroj: |        |                    |      |